# 日置郵便局 (鹿児島県)
日置郵便局（ひおきゆうびんきょく）は、鹿児島県日置市日吉町日置にある郵便局。民営化前の分類では集配特定郵便局であった。

## 沿革
- 1904年（明治37年）12月16日 - 日置郵便受取所として開設[1]。
- 1905年（明治38年）4月1日 - 日置郵便局（三等）となる。
- 1956年（昭和31年）4月1日 - 吉利郵便局から電話交換事務を移管[2]。
- 1968年（昭和43年）3月10日 - 吉利郵便局から和文電報配達事務を移管。
- 1974年（昭和49年）6月12日 - 電話交換業務を伊集院電報電話局に移管。
- 1975年（昭和50年）3月10日 - 鹿児島交通枕崎線を経由する鉄道郵便輸送（伊集院枕崎線）が廃止[3]。専用自動車に転換。
- 2007年（平成19年）10月1日 - 民営化に伴い、併設された郵便事業鹿児島支店日置集配センターに一部業務を移管。
- 2012年（平成24年）10月1日 - 日本郵便株式会社発足に伴い、郵便事業鹿児島支店日置集配センターを日置郵便局に統合。
- 2015年（平成27年）8月23日 - 吉利郵便局から「899-32xx」区域の集配業務を移管。

## 取扱内容
- 郵便、印紙、ゆうパック、内容証明
- 貯金、為替、振替、振込、国際送金、国債
- 生命保険、バイク自賠責保険
- ゆうちょ銀行ATM
- 地方公共団体事務（日置市入場券の販売）
- 「899-31xx」「899-32xx」区域（日置市（伊集院町大田（の一部）、日吉町吉利、日吉町日置、日吉町山田、吹上町永吉）、鹿児島市（入佐町（の一部）））の集配業務

## 周辺
- 日置市役所日吉支所（旧・日吉町役場）
- 日置市立日吉小学校
- 日置市立日吉中学校
- 吹上浜ユースホステル
- 国道270号

## アクセス
- 鹿児島交通バス 日置郵便局前停留所下車
- 南九州西回り自動車道 伊集院ICから南西へ約9km
- 鹿児島県道37号伊集院日吉線・鹿児島県道300号日置停車場線沿い
- 駐車場あり：9台